# Route nationale 814
Pour les articles homonymes, voir Route 814.
La route nationale 814 ou RN 814 est une route nationale française servant de boulevard périphérique dans l'agglomération caennaise.

## Ancienne RN 814
La RN 814 reliait à l'origine Bayeux, où elle se connectait à la route nationale 13, à Cabourg où elle connectait à l'ancienne route nationale 813 reliant Caen à Honfleur (actuelle RD 813). Après la Seconde Guerre mondiale, son tracé a été modifié et relie Osmanville à Cabourg, l'ancien tronçon de Bayeux à Courseulles-sur-Mer a été déclassé en RD 12. À la suite de la réforme de 1972, elle a été déclassée en RD 514.

### Ancien tracé de Bayeux à Cabourg (avant la Seconde Guerre mondiale)
- Bayeux
- Sommervieu
- Villiers-le-Sec
- Banville
- Graye-sur-Mer
- Courseulles-sur-Mer
- Saint-Aubin-sur-Mer
- Langrune-sur-Mer
- Luc-sur-Mer
- Lion-sur-Mer
- Hermanville-sur-Mer
- Colleville-Montgomery
- Ouistreham
- Bénouville
- Pegasus Bridge
- Pont de Ranville
- Sallenelles
- Merville-Franceville-Plage
- Cabourg

### Ancien tracé d'Osmanville à Cabourg (après laSeconde Guerre mondiale)
- Osmanville
- Grandcamp-Maisy
- Vierville-sur-Mer
- Saint-Laurent-sur-Mer
- Port-en-Bessin-Huppain
- Arromanches-les-Bains
- Courseulles-sur-Mer
- Saint-Aubin-sur-Mer
- Langrune-sur-Mer
- Luc-sur-Mer
- Lion-sur-Mer
- Hermanville-sur-Mer
- Colleville-Montgomery
- Ouistreham
- Bénouville
- Pegasus Bridge
- Pont de Ranville
- Sallenelles
- Merville-Franceville-Plage
- Cabourg

### Antennes
- La RN 814A reliait Bénouville à Caen. Elle a été déclassée en RD 515.
- La RN 814B reliait Arromanches-les-Bains à Bayeux. Elle a été déclassée en RD 516.
- La RN 814C reliait Vierville-sur-Mer à Formigny. Elle a été déclassée en RD 517.